# Cleolophus virescens
Cleolophus virescens är en stekelart som beskrevs av Storozheva 1984. Cleolophus virescens ingår i släktet Cleolophus och familjen finglanssteklar.
Artens utbredningsområde är Kazakstan. Inga underarter finns listade i Catalogue of Life.